# Akropolis (Šeškinė)

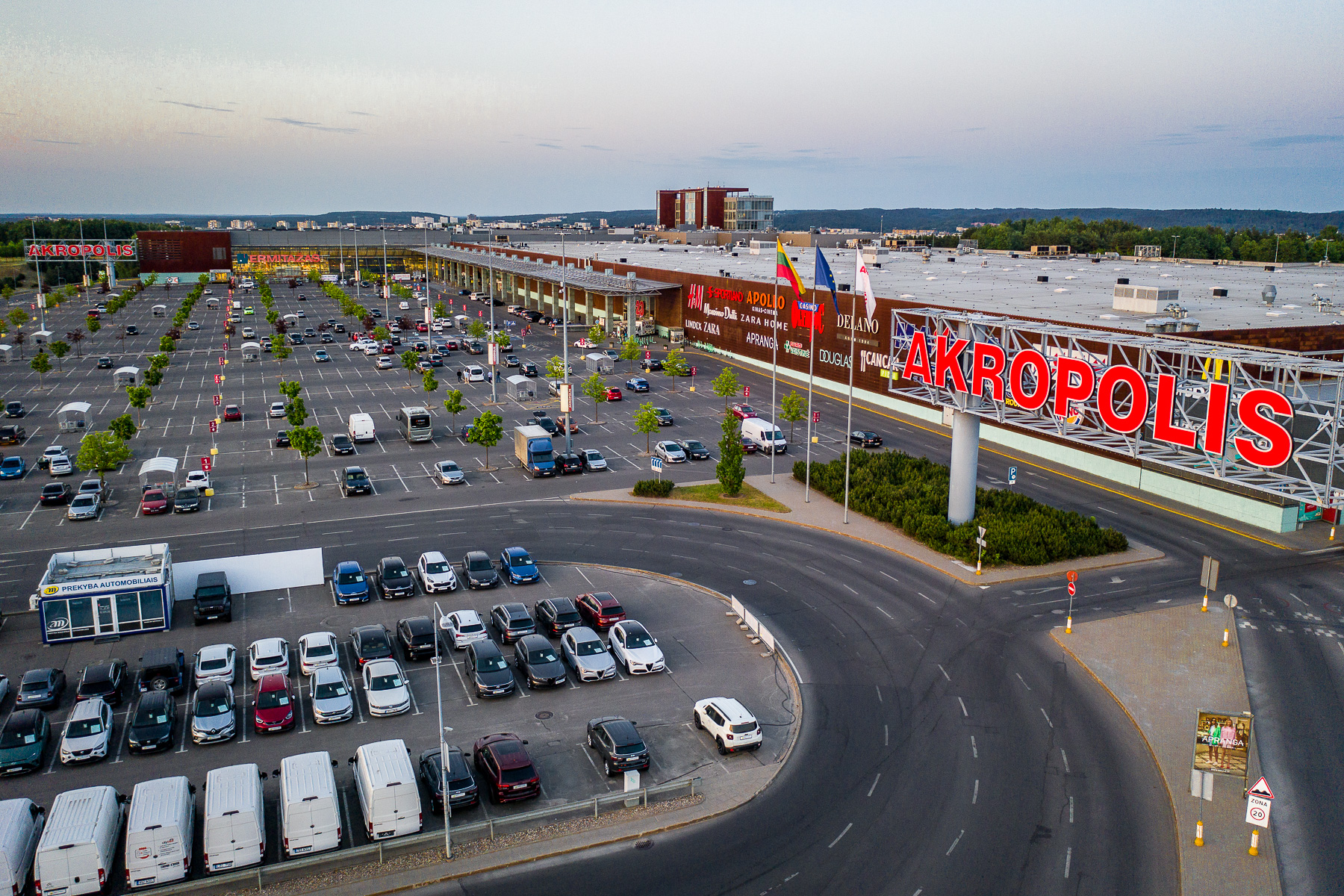
Luftbild (2023)

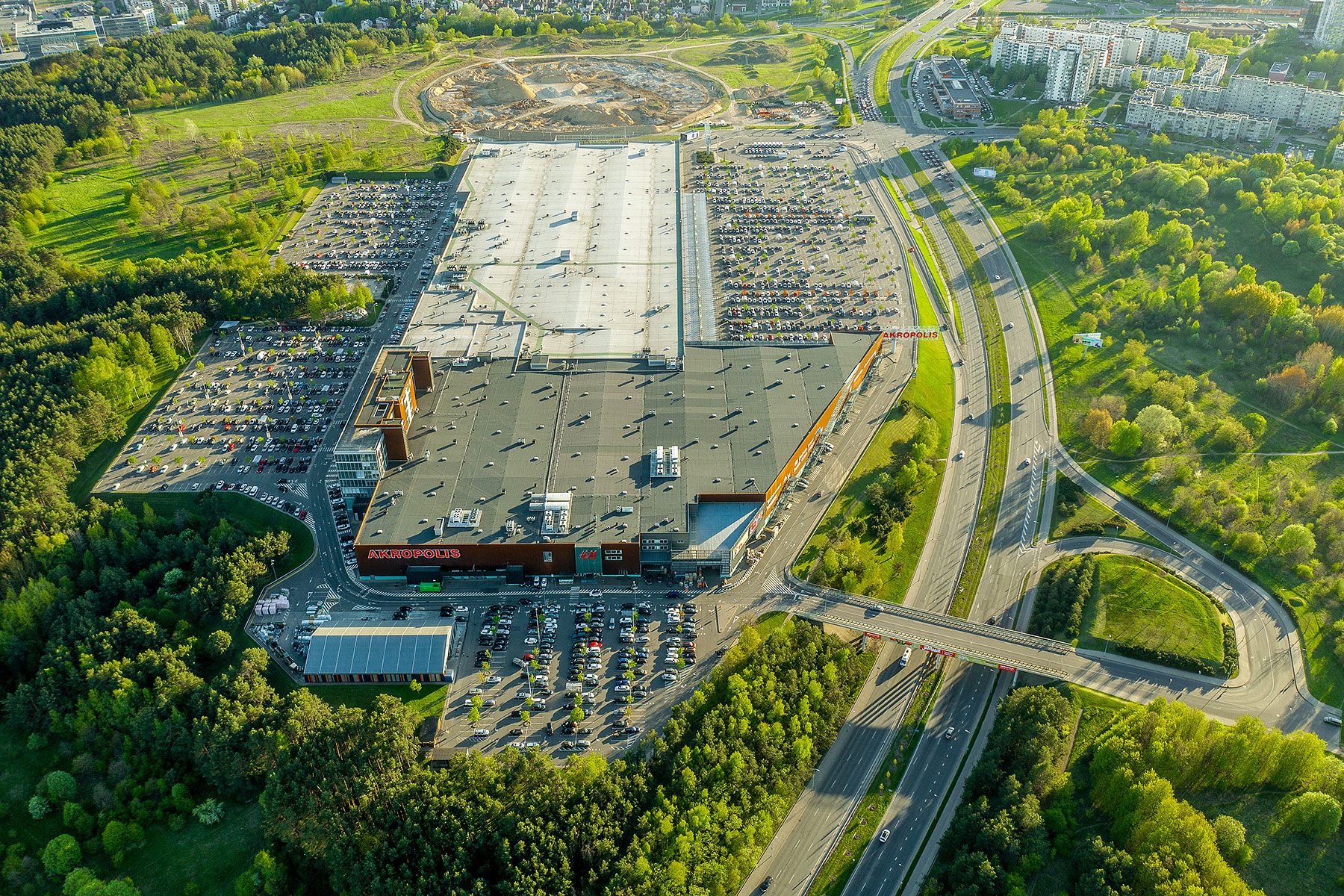
Luftbild (2022)

Akropolis ist ein Einkaufszentrum- und Unterhaltungszentrum in Vilnius, Litauen. Es wurde im Stadtteil Šeškinė  der litauischen Hauptstadt von der Firma Akropolis Group 2002 gebaut und im April 2002 eröffnet (die Fläche betrug damals 54.000 Quadratmeter). Die Bank „Hansa-LTB“ finanzierte den Bau. Verantwortlich für das Projekts „Akropolis“ waren die Vilniusser Architekten Gediminas Jurevičius, Algimantas Nasvytis, Interieur-Projektautor Designer Unko Kunnap (Estland).
Der  Freizeit- und Restaurantbereich hat Fläche von 110.000 Quadratmetern.

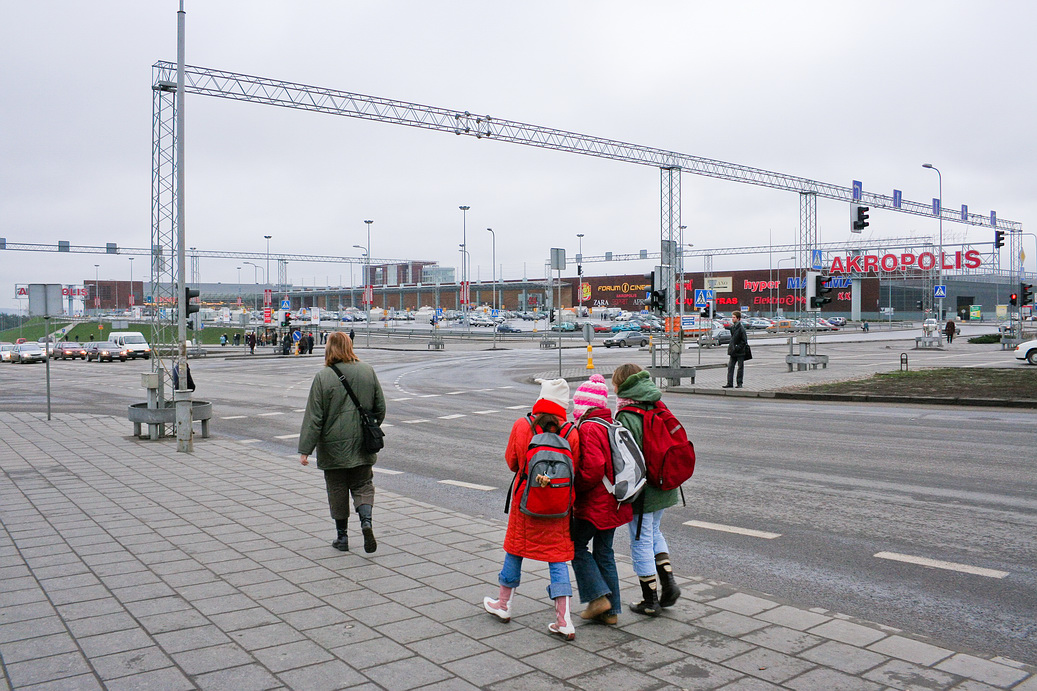
2006
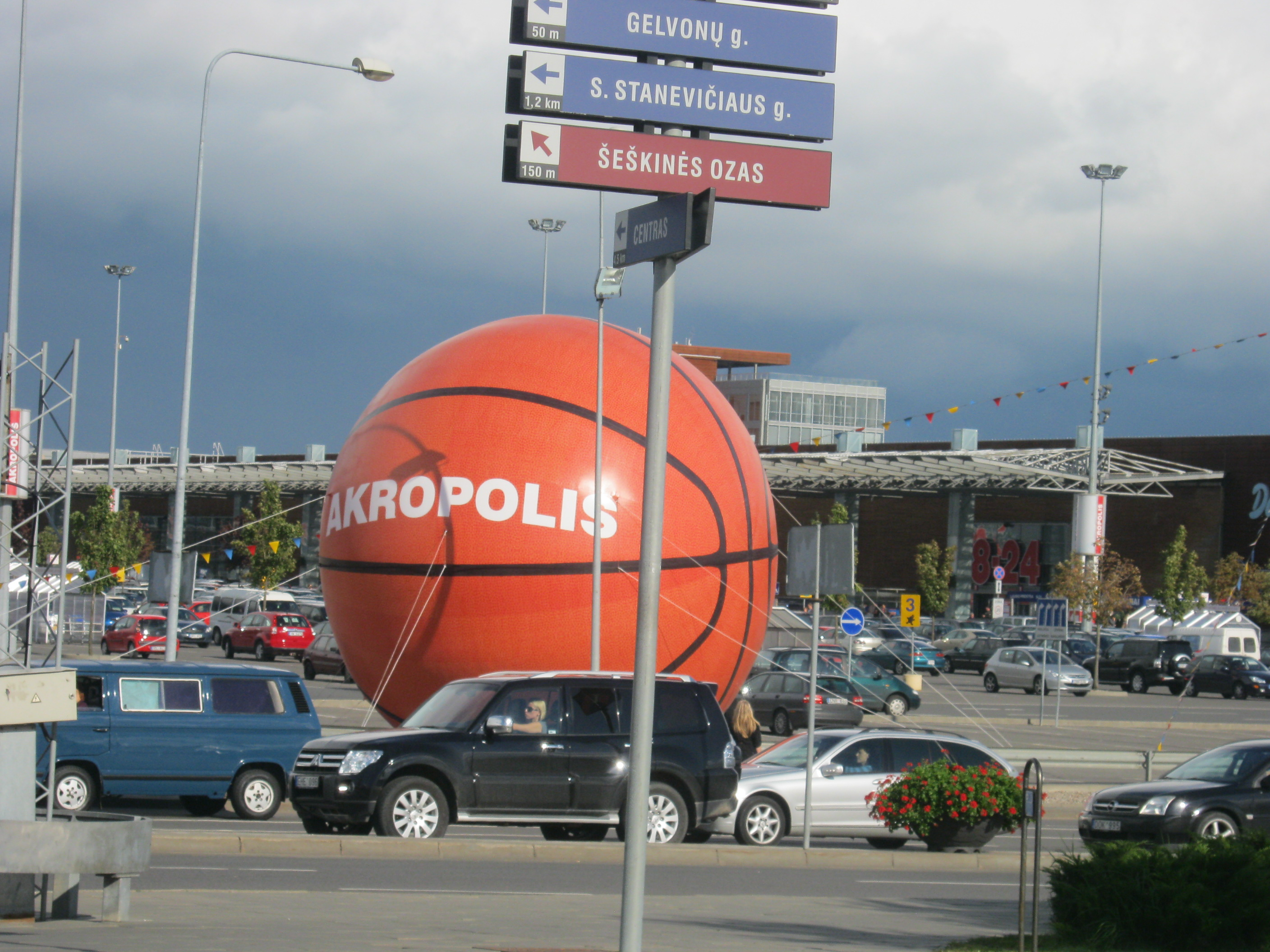
Eurobasket 2011-Ball